# روبرت سكوت (دراج)
روبرت سكوت (بالإنجليزية: Robert Scott)‏ هو دراج بريطاني، ولد في 24 يوليو 1998 في هاليفاكس في المملكة المتحدة.

## وصلات خارجية
- روبرت سكوت على موقع أرشيف الدراجات (الإنجليزية)
- روبرت سكوت على موقع إحصائيات الدراجات الإحترافية (الإنجليزية)